# Licania alba
Espèce
Classification APG III (2009)
Statut de conservation UICN

 LC  : Préoccupation mineure
Synonymes
Selon GBIF (06 mars 2022) :
- Caraipa longifolia Aubl.
- Licania longifolia Benoist
- Licania venosa Rusby
- Theobroma alba Bernoulli - Basionyme
- Theobroma album Bernoulli[2]

Licania alba est une espèce de plantes à fleurs de la famille des Chrysobalanaceae.
C'est un arbre sud-américain. On le connaît en Guyane sous les noms de Gaulette blanche grande feuilles, Gaulette, Gaulette azon, Gris-gris (Créole), Weti koko (Nenge tongo), Korokoro (Kali'na), Kwep (Palikur, nom s'appliquant aussi à Licania sprucei), Ɨwatã'ɨy (Wayãpi), ou encore Caraipé au Brésil, Kautaballi, Counter au Guyana, Hierro, Hierrito au Venezuela.

## Description
Licania alba est un arbre atteignant 35 m de haut, aux jeunes rameaux pulvérulents, devenant glabres avec l'âge.
Les feuilles sont simples, alternes.
Le pétiole mesure 8–17 mm de long, et est courtement tomentelleux-pubescent, canaliculé, et généralement agrémenté de glandes médianes.
Les stipules sont de forme elliptique, longs jusqu'à 7 mm de long, subpersistantes, axillaires.
Le limbe est coriace, oblong-elliptique, acuminé à l'apex (acumen long de 3-10 mm), à base arrondie, glabre sur le dessus, et mesure 9-27 x 4-10 cm.
La surface abaxiale (inférieure) comporte de profondes cavités stomatiques, masquées par une dense pubescence laineuse-arachnoïde blanche.
La nervure médiane est nettement imprimée sur le dessus dans toute sa longueur, pulvérulente près de la base, mais devenant glabre par la suite.
Les 8 à 12 paires de nervures secondaire sont nettement imprimées et glabres au-dessus, et saillantes en dessous.
Les inflorescences sont des panicules racémeux, terminaux et axillaires, dépourvus de pédicelles.
Le rachis et les rameaux sont tomentelleux-pubescents.
Les bractées et bractéoles sont persistantes, de forme ovale, longue jusqu'à 4 mm, souvent munies de glandes appariées à la base, tomenteuses à l'extérieur.
Les fleurs sont longues de 2,5-3 mm, sessiles sur les branches primaires et secondaires de l'inflorescence.
Le réceptacle est campanulé, sessile, tomentelleux à l'extérieur, tomenteux à l'intérieur.
Les lobes du calice sont aigus, tomentelleux sur les deux faces.
Les pétales sont absents.
On compte 6-8 étamines, incluses, insérées en un cercle complet, avec des filets pubescents, libres à leur base, et plus courts que les lobes du calice.
L'ovaire est inséré à la base du réceptacle, villeux, avec un style velu de même taille que les filets.
Le fruit est piriforme, long jusqu'à 9 cm, comprenant un stipe long de 8-15 mm.
L'épicarpe (ou exocarpe) est pulvérulent, de couleur brun sale ferrugineuse.
Le mésocarpe est fin, très dur, peu hirsute à l'intérieur,,.

## Répartition
Licania alba est présent du Venezuela, au Brésil amazonien, en passant par le Guyana, le Suriname, et la Guyane,.

## Écologie
Licania alba pousse dans les forêts de terre ferme (non inondées),, de basse altitude, sempervirentes, au Venezuela autour de 50–200 m .
Il fleurit en août, septembre, novembre, et fleurit en février/mai.
Les graines de Licania alba sont disséminées par des rongeurs, notamment par l'acouchi,,.
Licania alba a été étudié dans le cadre de l'écologie forestière, ainsi que pour les préférences pédologiques.

## Utilisation
Au Guyana, la décoction d'écorce interne de Licania alba est employée pour soigner les morsures de certains serpents, et la poudre d'écorce externe sert à soigner les douleurs et les ulcères.
Le bois de Licania alba est bon comme bois de chauffe, mais trop dur et riche en silice pour être facilement utilisé dans l'industrie.
En Guyane, les Palikur emploient les cendres de Licania alba (et d'autres Licania) pour tempérer l'argile dans la poterie.
Ils consomment aussi la décoction d'inflorescences de Licania alba (une tasse trois fois par jour) pour soigner les toux chroniques.

## Protologue

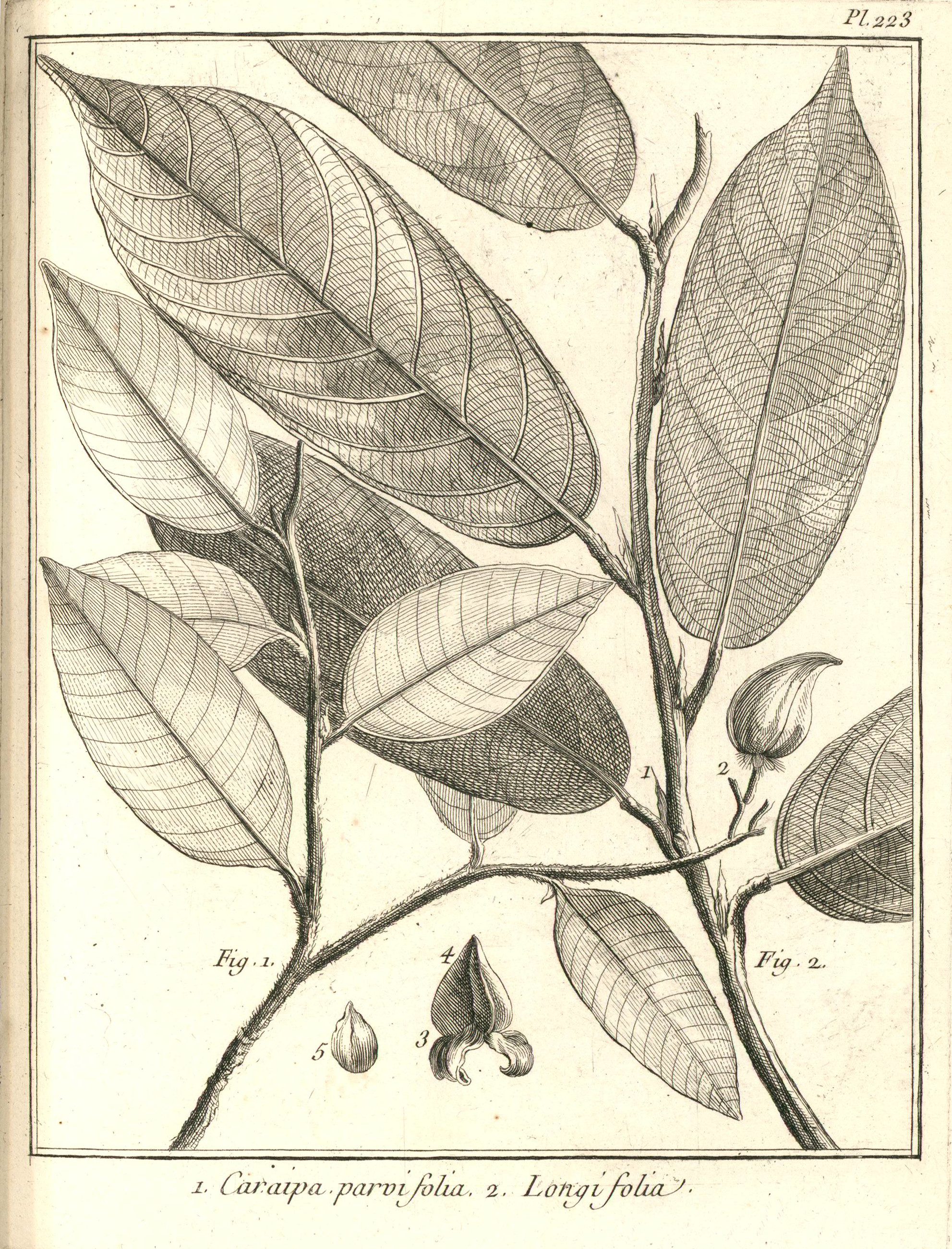
Licania alba par Aublet (1775)
Planche 223. fig.2
1 Stipules. - 2. Calice. Étamines. Capſule. - 3. Valves de la Capſule. - 4. Placenta à trois ailes. - 5. Semence.

En 1775, le botaniste Aublet propose le protologue suivant : 

« CARAIPA (longifolia) foliis ovato-oblongis, acutis, ſubtùs incanis. (Tabula 223. Fig. 2.) 

LE CARAIPÉ à longue feuille. (Planches 223. fig.2)
Cette eſpèce, qui a le même port que l'arbre précédent, en diffère pouſſant par ſes feuilles plus grandes, qui ont huit pouces & longueur, ſur trois de largeur. le tronc eſt plus gros & plus élevé. 
II eſt nommé CARAIPÉ par les Garipons. 
J'en ai trouvé pluſieurs dans les forêts qui ſont proche de leurs habitations au deſſus de l'abatis du Roi. »

— Fusée-Aublet, 1775.